# مالنا جوزفسن
مالنا جوزفسن (انگلیسی: Malena Josephsen؛ زادهٔ ۳ ژانویهٔ ۱۹۷۷) بازیکن فوتبال اهل دانمارک است.
وی همچنین در تیم ملی فوتبال زنان جزایر فارو بازی کرده‌است.